# غارة تجارية

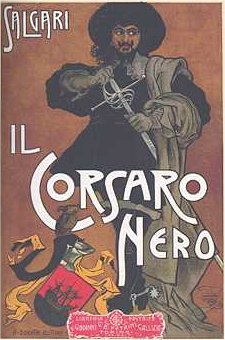

الإغارة التجارية ((بالفرنسية: guerre de course)‏ «حرب المطاردة»؛ (بالألمانية: Handelskrieg)‏ «الحرب التجارية» هي شكل من أشكال الحرب البحرية المستخدمة لتدمير أو تعطيل الخدمات اللوجستية للعدو في البحر المفتوح من خلال مهاجمة سفنها التجارية بدلاً من مهاجمة قواتها المقاتلة أو فرض حصار عليها.
كان النوع الأول من الإغارة التجارية هو قيام الدول بتكليف الجنود. أستخدم هذا النوع من الحروب في وقت مبكر من قبل الإنكليز والهولنديين ضد أساطيل الكنز الإسبانية في القرن ال السادس عشر، مما أدى إلى تحقيق مكاسب مالية (الغنائم) لكل من القائد والطاقم عند الاستيلاء على سفن العدو.

## الحرب الأهلية الأمريكية
خلال الحرب الأهلية الأمريكية، قامت البحرية الكونفدرالية بقيادة أسطول من الغزاة التجاريين بالولايات الكونفدرالية. هذه تختلف عن القطاع الخاص لأنها كانت سفن مملوكة للدولة حيث أعطيت تفويض خطي مع أوامر لتدمير تجارة العدو بدلا من السفن المملوكة ملكية خاصة. وشملت هذهسومتر وفلوريدا وألاباما ووشيناندواه. بنيت معظم السفن المستخدمة في هذه الفترة في بريطانيا، مما أدى إلى مطالبات ألاباما بالتعويضات.

## الحرب العالمية الأولى
الحرب العالمية الأولى رأت ألمانيا أن تشن حربًا تجارية (" Handelskrieg ") ضد بريطانيا وحلفائها، وقد أستخدمت غواصات يو بوت بشكل خاص لتنفيذ هذا الهدف، بالإضافة أيضًا لإستخدام الطرادات الخفيفة، وحتى أنها وصلت في بعض الأحيان لإستخدام المناطيد البحرية.
1. ↑  Norman Friedman (2001). Seapower as Strategy: Navies and National Interests. Naval Institute Press. ISBN:1-55750-291-9. مؤرشف من الأصل في 2016-12-27.
2. ↑  غارة تجارية